# Hifzija Gavrankapetanović
Hifzija Gavrankapetanović (Gavran-Kapetanović), hrvatski odvjetnik i političar iz Sarajeva, BiH. Prije rata bio je član JMO. Bio je zastupnik i potpredsjednik u sazivu Hrvatskoga državnog sabora 1942. godine, kamo ga je doveo Džafer Kulenović. Brat Ismet-bega Gavrankapetanovića.